# Hyloscirtus alytolylax
Hyloscirtus alytolylax es una especie de anfibios de la familia Hylidae.
Habita en Colombia y Ecuador.
Sus hábitats naturales incluyen bosques tropicales o subtropicales secos y a baja altitud, montanos secos y ríos. Está amenazada de extinción por la destrucción de su hábitat natural.